# The Blessed Unrest
The Blessed Unrest é o quarto álbum de estúdio da cantora e compositora Sara Bareilles e foi lançado a 16 de julho de 2013. O primeiro single do álbum, intitulado "Brave", foi lançado a 23 de abril de 2013. O álbum vendeu 68.000 cópias na sua primeira semana de lançamento nos Estados Unidos e estreou em #2 na Billboard 200, mas logo caiu, ficando atrás de Magna Carta... Holy Grail, do rapper Jay-Z.

## Precedentes
A 26 de fevereiro de 2013, Bareilles postou um vídeo em seu canal no YouTube dizendo que estava "Fazendo uma Gravação" e para "ficar ligado para outras novidades". Logo após, iniciou-se uma série de vídeos com 2 minutos mostrando Sara gravando seu álbum. A 9 de julho, uma semana antes do lançamento, Bareilles disponibilizou o álbum para stream gratuito no iTunes.

## Divulgação
A 27 de março de 2013, Bareilles anunciou uma turnê por 18 cidades dos Estados Unidos. Os ingressos esgotaram-se em apenas três minutos. Em junho, Bareilles também anunciou uma turnê conjunta com a banda OneRepublic.
Sara apresentou "Brave" e "I Choose You" no programa Live! with Kelly and Michael a 17 de julho de 2013.

## Singles
"Brave" foi lançado a 23 de abril de 2013 como o primeiro single do álbum. A canção foi co-escrita por Jack Antonoff, da banda Fun. O vídeo da letra foi divulgado no canal VEVO da cantora a 17 de abril de 2013.
"I Choose You" é o segundo single do álbum.

## Lista de faixas
Todas as canções foram compostas por Sara Bareilles. A lista de faixas foi divulgada depois do álbum entrar em pré-venda no iTunes, a 14 de maio de 2013.i
| N.º | Título               | Duração |  |
| 1.  | "Brave"              | 3:38    |  |
| 2.  | "Chasing the Sun"    | 4:29    |  |
| 3.  | "Hercules"           | 4:22    |  |
| 4.  | "Manhattan"          | 4:38    |  |
| 5.  | "Satellite Call"     | 4:51    |  |
| 6.  | "Little Black Dress" | 3:32    |  |
| 7.  | "Cassiopeia"         | 3:33    |  |
| 8.  | "1000 Times"         | 4:30    |  |
| 9.  | "I Choose You"       | 3:39    |  |
| 10. | "Eden"               | 4:05    |  |
| 11. | "Islands"            | 4:21    |  |
| 12. | "December"           | 5:01    |  |

| iTunes Store bonus track |                      |         |  |
| N.º                      | Título               | Duração |  |
| 13.                      | "I Wanna Be Like Me" | 3:28    |  |
| Duração total:           | Duração total:       | 54:03   |  |

| Japan and Target bonus track |                  |         |  |
| N.º                          | Título           | Duração |  |
| 13.                          | "Beautiful Girl" | 4:02    |  |
| 14.                          | "Parking Lot"    | 3:34    |  |
| Duração total:               | Duração total:   | 58:11   |  |

{{Track listing
| collapsed       = yes
| headline        = Official site pre-order bonus track
| title13         = Root Down
| writer13        =
| extra13         = Bareilles, O'Mahony
| length13        = 2:42
}}